# Liga Deportiva Universitaria de Loja
Liga Deportiva Universitaria de Loja (conhecida simplesmente por Liga de Loja) é um clube de futebol profissional da cidade de Loja, no Equador. Atualmente está sem Divisão Nacional
Fundado em 26 de novembro de 1979, realiza seus jogos no Estádio Federativo Reina del Cisne, com capacidade para 15.000 torcedores.

## Títulos

### Nacionais
- Campeonato Equatoriano da 2ª Divisão: 2010
- Campeonato Equatoriano da 3ª Divisão: 2003

### Destaques
- Vice-campeonato Equatoriano da 2ª Divisão: (1990 e 2004)
- Vice-campeonato Equatoriano da 3ª Divisão: (1989, 2001 e 2002)

- Copa Sul-Americana 2012: Eliminado nas oitavas-de-final
- Copa Sul-Americana 2013: Eliminado nas oitavas-de-final